# 제1차 엘 알라메인 전투
제1차 엘 알라메인 전투(First Battle of El Alamein)는 제2차 세계 대전 당시 엘 알라메인에서 벌어진 북아프리카 전역에 속하는 서부 사막 전역의 전투이다. 1942년 7월 1일부터 7월 21일까지 이탈리아 왕국 군대 및 나치 독일의 에르빈 롬멜 원수 휘하 아프리카 기갑군과 클로드 오킨렉 대장 휘하 영국군 제8군이 전투를 치렀고 결과적으로 영국은 추축군의 두 번째 이집트 진격을 막아냈다.

## 배경

### 영국군의 가잘라(Gazala) 후퇴

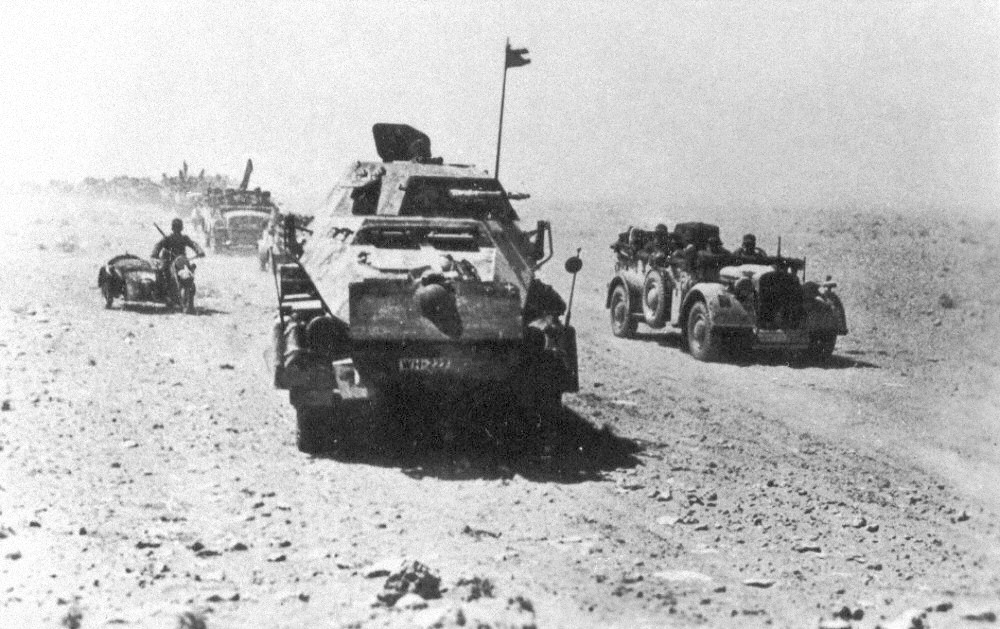
진군하는 아프리카 군단 장갑차

1942년 6월 리비아 동부의 가잘라 전투에서 패배한 후, 닐 리치(Neil Ritchie) 중장이 지휘하는 영국 제8군은 가잘라 전선에서 동쪽으로 국경에서 약 160km 떨어진 이집트 북서부 메르사마트루(Mersa Matruh)까지 후퇴했다. 리치 중장은 이집트 국경의 방어를 유지하지 않기로 결정했는데, 이는 보병으로 하여금 주요 거점을 방어하고 이것을 침투하거나 포위하려는 시도를 후방에 있는 강력한 기갑 부대가 저지하는 것이 방어 계획이었기 때문이다. 리치 중장은 전투에 적합한 기갑 부대가 사실상 없었기 때문에 보병 진지는 각개격파당할 것이 분명했다. 메르사마트루 방어 계획에는 기갑 예비대도 포함되어 있었지만, 리치 중장은 보병이 주요 거점 사이의 지뢰지대을 매설하여 적 기갑부대가 방해받지 않고 접근하는 것을 막을 수 있다고 생각했다.
메르사마트루 라인을 방어하기 위해 리치 중장은 시리아에서 새로 도착한 제10인도 보병사단을 메르사마트루에, 제50노섬브리아 보병사단을 해안에서 약 24km 떨어진 제라울라(Gerawla)에 배치하여 제10군단 본부에 배속시켰다. 제10군단에서 내륙으로 32 km 정도 떨어진 시디 함자(Sidi Hamza) 주변에는 제5인도 보병사단 (29 인도 보병여단, 2개 포병연대)를, 새로 도착한 제2뉴질랜드 사단(사단이 포위될 경우를 대비해 6여단을 남겨놓아 1개 여단이 부족했다)을 내륙으로 48km정도 떨어진 민카르 카임(Minqar Qaim)에, 제1기갑사단은 남부 사막 평야에 배치했다. 제1기갑사단은 제7기갑사단으로부터 3개 전차 연대(혹은 대대)로 구성된 제4기갑여단과 제22기갑여단을 배속받았다.
6월 25일, 중동 사령관 클로드 오친렉 대장은 리치 중장을 대신해 제8군의 지휘를 맡았다. 그는 메르사마트루에서 최종 방어선

서부 사막 전역의 1941-1942년 전투지역(클릭으로 확대)

을 구축하지 않기로 결정했다. 영국군은 가잘라 전투에서 패배한 후 기갑 전력에서 열세였고, 롬멜이 가잘라에서 그랬던 것처럼 중앙을 돌파하거나 남쪽으로 열린 사막지대를 우회해 영국군의 좌측으로 포위하는 것을 막을 수 없을 것이라는 생각 때문이었다. 대신 그는 동쪽으로 160km 떨어진 지중해 연안의 엘 알라메인 근처에 더 방어하기 쉬운 위치로 철수하면서 지연전을 펼치기로 결정했다. 엘 알라메인에서 남쪽으로 64 km 떨어진 카타라 저지대의 가파른 경사는 독일군 기갑부대가 방어선의 남쪽 측면으로 기동할 가능성을 없애주어 결론적으로 영국군이 방어해야 하는 전선의 폭을 줄여주었다.

### 메르사마트루 전투

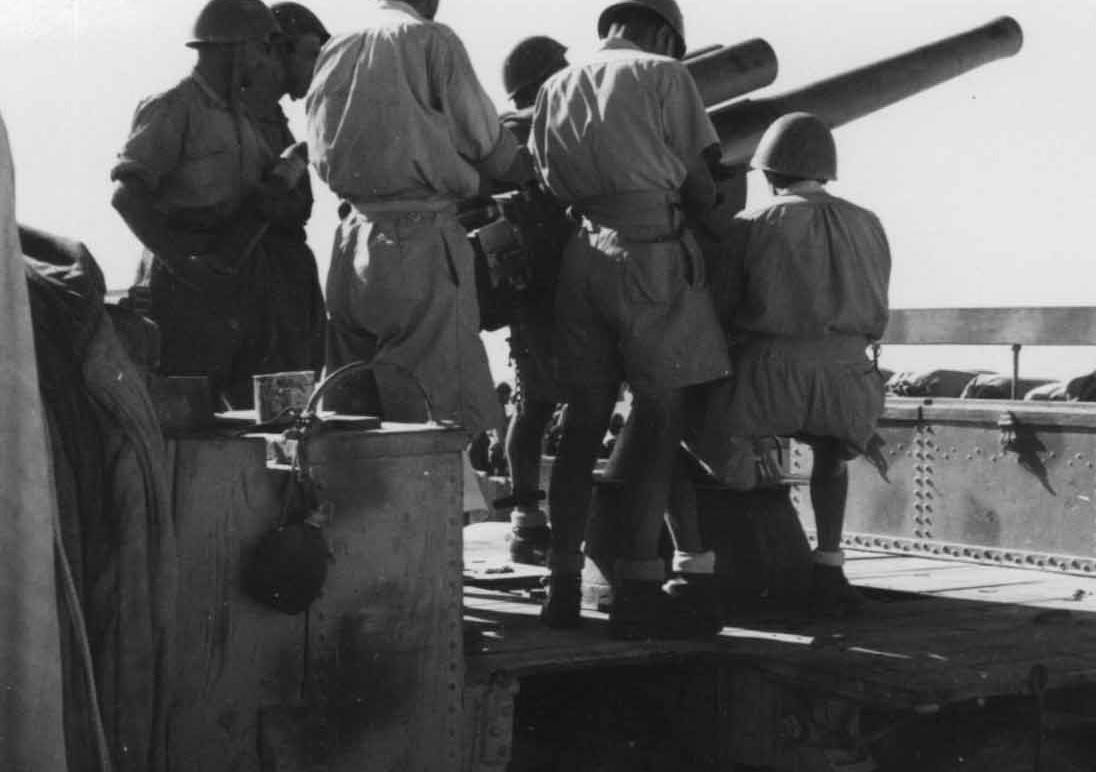
1942년 6월 메르사마트루의 이탈리아 대공포대

알 알라메인에서 방어진지를 구축하는 동안, 오친렉은 6월 26일에서 27일까지 메르사마트루에서, 그리고 6월 28일 푸카에서 강한 지연전을 펼쳤다. 뒤늦게 명령이 바뀌면서 적을 향한 공격 의지와 메르사마트루
에서 포위되지 않도록 실시한 후퇴의 충돌이 전방 부대인 제10군단과 제13군단에게 약간의 혼란을 초래했다. 그 결과 두 군단과 예하 부대 간의 협조가 제대로 이루어지지 않아 6월 26일 오후 독일 제90경보병사단과 제21기갑사단은 전선 중앙의 지뢰지대을 통과하는 데 성공했다. 6월 27일 이른 시간, 진격을 재개한 독일 제90경보병사단은 영국 제50사단의 포병에 의해 견제를 받는 동안 독일 제15기갑사단과 제21기갑사단은 절벽 위아래에서 동쪽으로 진격했다. 제15기갑사단의 진격은 영국군 제4기갑여단과 제7기갑여단에 의해 저지되었지만, 제21기갑군은 민카르 카임을 공격하라는 명령을 받았다. 롬멜은 제90연대에게 진격을 재개하라고 명령했고, 저녁까지 제50사단 뒤의 해안도로를 차단할 것을 요구했다. 이에 독일군 제21기갑사단이 민카르 카임으로 이동하면서, 뉴질랜드 제2사단은 포위되었으나 심각한 손실 없이 6월 27일~28일 밤에 포위를 뚫고 동쪽으로 철수했다.

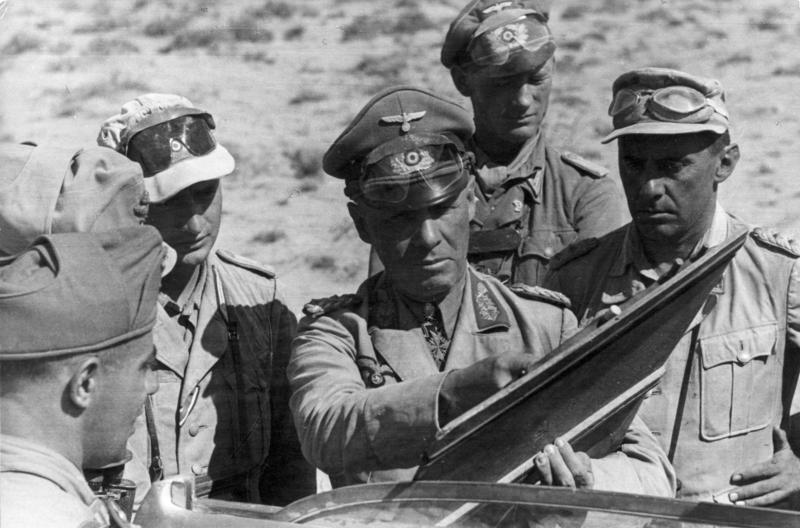
1942년 북아프리카의 롬멜

오친렉은 메르사마트루에서 동쪽으로 약 48km 떨어진 푸카에서 두 번째 지연전을 계획했고, 21시 20분에 푸카로 철수 명령을 내렸지만 의사소통의 혼란으로 사단은 즉시 엘 알라메인 위치로 철수했다. 제10군단은 경사면에서 진지를 확보하는 데 실패한 후, 19시 30분부터 다음날 아침 4시 30분까지 제8군과 연락이 끊겼다. 그러고 나서야 그들은 철수 명령이 내려졌다는 것을 알게 되었다. 제13군단의 철수로 메르사마트루 해안에 있는 제10군단의 남쪽 측면이 노출되었고, 메르사마트루에서 동쪽으로 27km 떨어진 해안 도로가 차단되어 후퇴로가 위태로워졌기에 제10군단은 남쪽의 사막으로 탈출하여 후퇴해야 했다. 오친렉은 13군단에게 이들을 지원하라고 명령했지만, 13군단은 지원을 제공할 수 있는 위치가 아니었다. 6월 28일 21시, 여단으로 구성된 제10군단이 남쪽으로 향했고 어둠 속에서, 그들은 숙영 중인 적 부대를 마주쳤을 때 상당한 혼란을 겪었다. 푸카에서 벌어진 이 과정에서 제5인도사단은 제29인도보병여단이 붕괴하는 등 많은 사상자를 냈다. 40대의 전차와 엄청난 양의 보급품, 그리고 6,000명 이상의 포로가 추축군 손에 넘어갔다.

## 서막
알렉산드리아에서 106km밖에 떨어지지 않은 엘 알라메인 근처의 추축국 군대는 이집트의 항구와 도시, 영국군의 기지, 수에즈 운하에 위협이 될 만큼 근접했다. 그러나 추축국 군대는 보급기지인 리비아의 트리폴리에서 너무 멀리 떨어져 있어 엘 알라메인에 무기한 머물 수 없었고, 이로 인해 양측은 각각 거리와 시간의 제약 아래서 더 많은 공격을 위해 물자를 축적했다.

### 엘 알라메인 방어

전투 지역의 서쪽 사막

엘 알라메인 자체는 해안에 위치한 기차역으로, 그 중요도가 크지 않았다. 남쪽으로 약 16km 떨어진 곳에 루웨이샛(Ruweisat) 능선이 있는데, 이 능선은 주변 사막을 넓게 관제할 수 있는 요지였고 남쪽으로 32km 떨어진 곳에는 카타라(Qattara) 저지대가 있었다. 영국군은 롬멜의 우회 기동을 막을 필요가 있었고, 이에 바다와 저지대 사이에 방어선을 구축했다. 만약 롬멜이 이곳으로 우회하려면 남쪽으로 크게 돌아 사하라 사막을 통과해야만 했다. 영국군은 전쟁 전에 이것을 알고 있었고, 제8군은 엘 알라메인의 기차역 주변에 몇 개의 고밀도의 참호, 지뢰지대과 철조망으로 둘러싼 구역을 건설하도록 했다. 대부분의 방어선은 개방적이고 텅 빈 사막이었다. 윌리엄 노리(William Norrie) 중장은 진지를 구축하고 3개의 방어구역을 만들기 시작했다. 해안의 엘 알라메인에 있는 첫 번째이자 가장 강력한 구역은 남아공 제1사단에 의해 부분적으로 구축되었다. 해안에서 약 32km, 루웨이샛 능선에서 남서쪽으로 13km 떨어진 카타라의 구역은 참호만 부설되고 철조망이나 지뢰가 매설되지 않았고 해안에서 55km 떨어진 나크 아부 돠즈(Naq Abu Dweis) 구역은 거의 완성되지 않았다.
이집트에서 영국군의 위치는 절망적이었고, 메르사마트루의 패배는 카이로에 있는 영국군 사령부를 크게 당황시켰다. '잿빛 수요일'로 불리게 된 이 전투 후 사령부, 후방 부대, 영국 대사관에서는 카이로가 함락될 것이라 예상하고 중요 서류들을 불태웠다. 오친렉은 엘 알라메인에서 롬멜을 막을 수 있다고 믿었지만, 또다시 패배하는 경우의 수를 무시할 수 없다고 생각했다. 영국군이 유지되기 위해서는 이집트인의 지원과 협력, 그리고 사기를 유지하면서 혹시 모를 후퇴 가능성에 대한 계획이 필요했다. 나일 삼각주의 상당 지역이 범람한 가운데 방어 진지는 알렉산드리아의 서쪽과 카이로로 향하는 도로에 건설되었다.추축국 역시 이집트의 완전 점령이 임박했다고 믿었고, 역사적인 순간을 감지한 이탈리아 지도자 베니토 무솔리니는 카이로에 입성해 울릴 승전보를 준비하기 위해 리비아로 향했다.

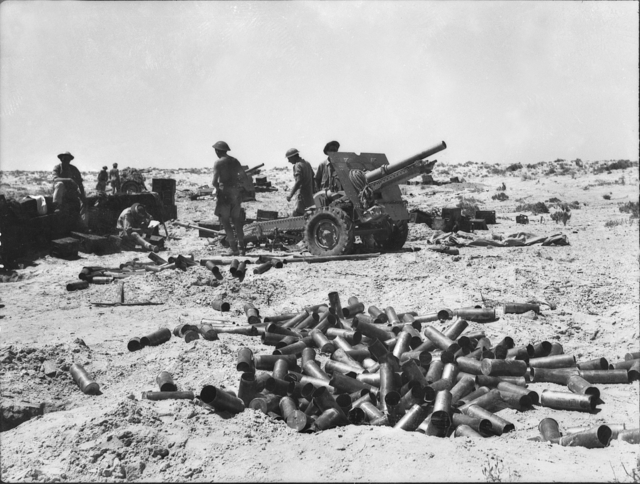
호주 왕립 제2/8포병연대의 25파운드 야포

메르사마트루에서 제10군단이 분산된 탓에 엘 알라메인 방어선을 확보하려는 오친렉의 계획이 여의치 않자, 그는 6월 29일 남아공 공화국 제1사단, 제5사단, 제10사단으로 이루어진 제30군단에게 전선 우측의 해안 지역을, 뉴질랜드 제2사단과 인도 제4사단으로 구성된 제13군단에게 좌측을 방어하라고 명령했다. 기동 부대가 그들의 측후방을 공격하는 동안 고정된 방어 진지가 적의 진격을 유도하고 체계를 흐트러뜨리는 것을 목적으로 제1기갑사단과 제7기갑사단의 잔존 병력은 기동 예비군으로 전환될 예정이었다.
6월 30일, 롬멜의 아프리카 기갑군은 엘 알라메인 진지에 접근했다. 추축군은 장거리 기동에 지친 상태였지만 롬멜은 제8군이 정비할 시간을 주지 않고 신속하게 공격해야 알 엘라메인을 장악, 그 뒤로는 더 이상의 저항 없이 나일강으로 진격할 수 있을 것이라고 확신하면서 무자비하게 진격했다. 그러나 원래 토브룩 함락 후 6주 정도의 정비 시간을 예상했기 때문에 보급 문제가 남아 있었다. 독일 공군도 힘이 빠져 벵가지까지 닿는 긴 항속거리를 미국 육군 항공대(USAAF) 중폭격기가 증원된 후 시작된 추축국 보급선에 대한 영국 공군의 전면적인 공격을 막아낼 힘이 없었다. 보급품을 노획해 유용하게 사용했지만, 물과 탄약 부족은 계속되었다.

### 추축군 공격 계획
롬멜의 계획은 제90경보병사단과 아프리카 군단의 제15, 제21기갑사단이 알 엘라메인 방어구역과 데이르 엘 아브야드(Deir el Abyad) 사이의 영국군 제8군 방어선을 통과하는 것이었다. 제90경보병사단은 해안도로를 차단하고 엘 알라메인 방어 구역(롬멜은 이곳을 영국군 제50보병사단의 잔존 병력이 방어하고 있다고 생각했다)의 방어를 포위하기 위해 북쪽으로 방향을 틀었고, 아프리카 군단은 제13군단의 후방을 공격할 예정이었다.

## 전개
이탈리아군 1개 사단은 서쪽에서 엘 알라메인 방어 구역을 공격하고 다른 한 사단은 제90경보병사단을 공격할 참이었다. 이탈리아군 제10군단은 아프리카 군단을 따라 카타라 구역을 공격하는 한편, 제133기갑사단 '리토리오'와 독일 정찰 부대는 이들의 우측방을 방어했다. 롬멜은 6월 30일에 공격할 계획이었지만 보급과 수송의 어려움으로 인해 하루가 지연됐고, 이는 엘 알라메인 방어선에서 재편성된 영국군에 매우 중요한 시간이었다. 공격 개시일에 제90경보병사단은 공격 개시선에서 24km이나 뒤에 있었고, 제21기갑사단은 연료 부족으로 움직이지 못했으며 예정된 지원 항공기들은 아직 전방 비행장으로 이동하지 못한 상태였다.

### 아프리카 기갑군의 공격

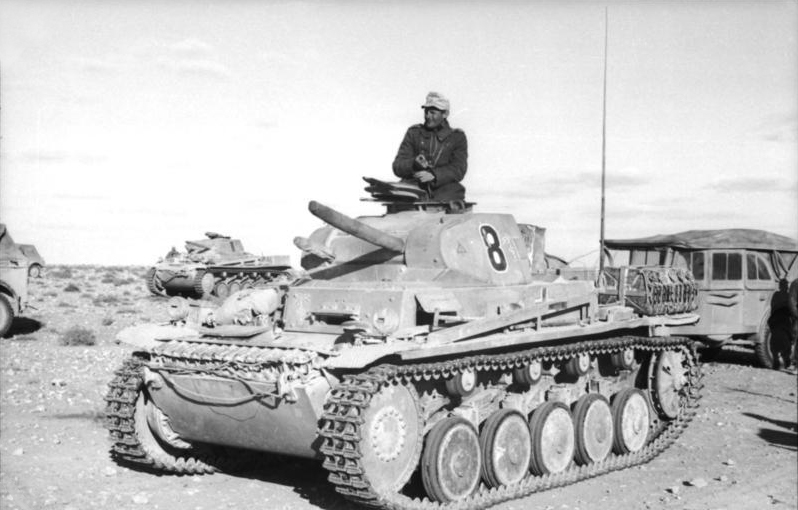
아프리카 군단의 2호 전차

7월 1일 03시, 제90경보병사단은 동쪽으로 진격했지만 너무 북쪽으로 치우치는 바람에 남아공 제1사단의 방어선에 고착되었다. 아프리카 군단의 제15기갑사단과 제21기갑사단은 모래폭풍으로 진격이 지연되었고, 그 후 대공습을 받았다. 그들이 데이르 엘 아브야드의 후방으로 우회했을 때, 이라크로부터 황급히 재배치된 인도 제18보병여단이 이곳의 동쪽을 점령한 것을 발견했다. 이들은 노리에(Norrie)의 추가 방어 구역 중 하나를 구축하기 위해 6월 28일 늦게 루웨이샛 능선의 바로 서쪽과 데이르 엘 아브야드 동쪽의 노출된 위치를 점령했었다.
7월 1일 10시경, 제21기갑사단은 25파운드 야포 23문, 6파운드 대전차포 16문과 9대의 마틸다 전차의 지원을 받는 제18인도 보병여단을 공격했고 하루 종일 진행된 전투는 저녁 무렵 독일군이 승리하면서 끝났다. 이 하루는 오친렉이 루웨이샛 능선의 서쪽을 방어할 시간을 벌어주었다. 제1기갑사단은 데이르엘 셰인(Deir el Shein)으로 진군했고, 남쪽에서 영국군 제15기갑사단과 조우해 이들을 서쪽으로 몰아냈다. 그날 전투가 끝날 무렵, 아프리카 군단은 55대의 전차 중 37대만 남아 있었다.
이른 오후, 제90경보병사단은 엘 알라메인의 방어 구역에서 벗어나 동쪽으로 진격을 재개했다. 그러나 남아공 3개 여단의 포격을 받아 어쩔 수 없이 멈춰 섰다.
7월 2일, 롬멜은 공세의 재개를 명령했다. 그러나 제90경보병사단은 전진하지 못했고, 롬멜은 아프리카 군단을 소집하여 남쪽으로의 우회기동 작전을 포기하고 대신 루웨이샛 능선을 향해 동쪽으로 공격하여 해안도로로 돌파하려는 노력에 집중했다. 루웨이샛 능선은 인도 제10보병사단의 왕립 포병 지휘관 로버트 월러(Robert Waller) 준장의 이름을 따서 "로콜(Robcol)"이라고 불리는, 야포와 경대공 포병 연대와 보병 중대로 구성된 급조 대형이 방어하고 있었다. 로콜은 버티며 시간을 벌었고, 오후 늦게 영국의 제4기갑여단과 제22기갑여단이 각각 독일군 제15기갑여단과 제21기갑여단과 교전을 시작하면서 합류할 수 있었다. 그들은 적 기갑 부대의 계속되는 공격을 격퇴했고, 해가 지기 전에 독일군이 철수하게 만들었다. 영국군은 7월 2일 밤에 루웨이샛 능선을 보강했고, 로콜은 강화되어 '월그룹(Walgroup)'으로 불리는 한편 영국 공군은 추축군에 대한 맹렬한 공습을 가했다.
다음 날인 7월 3일, 롬멜은 아프리카 군단에게 남쪽에 있는 이탈리아 제10기동군단과 함께 루위사트 능선에 대한 공격을 재개하라고 명령했다. 한편, 이탈리아 제10군단은 엘 므레르(엘 므레르)를 사수할 예정이었다. 이때 아프리카 군단은 26대의 전차만이 운용 가능한 상태였다. 오전 중에 루이삿 능선 남쪽에서 첨예한 기갑전이 있었고 추축군 주력 부대는 전진에 성공했다. 이날 영국 공군은 780회의 출격을 했다.
영국군은 제8군의 우익과 중앙의 압박을 완화하기 위해 좌측의 제13군단이 카타라 방어 구역에서 진격토록 했다. 이들의 계획은 뉴질랜드 제2사단이 인도 제5사단과 제7기동여단의 잔여 병력을 규합해 북상하여 롬멜의 측면과 후방을 위협하는 것이었다. 이들은 루위사트를 공격하던 이탈리아군 제132기갑사단(통칭 '아리에테Ariete') 포병여단과 조우했다. 이탈리아군은 개별적으로 활로를 뚫으려 했지만 531명의 병사(약 350명의 포로), 포 36문, 6대의 전차, 55대의 트럭을 잃었다. 그 날이 끝날 무렵, 아리에테 사단은 전차 5대만 보유하고 있었다. 이후 다시 한번 아프리카 군단과 아리에테 사단이 영국 제22기갑여단과 제4기갑여단에 밀리면서 롬멜의 재진격 시도를 좌절시켰다. 영국 공군은 하루 동안 900소티를 출격하면서 다시 한번 제 역할을 했다.
7월 5일, 뉴질랜드군은 아리에테 사단의 후방을 차단하고자 카타라에서 북으로 8km 떨어진 엘 므레르를 향해 진격을 재개했다. 그러나 이탈리아 제27보병사단이 이를 막아내어 제13군단이 공격은 실패했다.

### 롬멜의 돌파
이 시점에서 롬멜은 지친 병력이 휴식과 재집결 없이는 더 이상 전진할 수 없다고 판단했고, 독일 최고사령부에 자신의 3개 사단이 각각 1,200~1,500명에 불과하며 재보급은 적의 제공권 장악으로 인해 상당한 어려움이 있어 최소 2주 동안 방어적 태세를 유지해야 할 것으로 보고했다.
롬멜은 이때까지 그의 병참선의 연장된 길이 때문에 고통받고 있었다. 연합군 공군은 취약하고 긴 독일군 보급로에 맹렬한 공격을 가했고, 영국의 기동 부대는 서남쪽으로 우회하여 추축국 후방 제대에 대혼란을 일으켰다.  롬멜은 이탈리아로부터의 수송량이 상당히 줄었기 때문에 이러한 손실을 감당하기가 힘들었다. 롬멜은 5월에 31,000t의 물자와 2,000대의 차량을 보충받은 것에 비해 5월에는 4,500t의 물자, 400대의 차량밖에 받지 못했다. 한편, 영국군 8군은 반대로 짧은 병참선의 이점을 활용하여 원활하게 재정비중이었다. 7월 4일에는 호주 제9사단이, 7월 9일에는 신설된 인도 제161보병여단으로 보강된 인도 제5보병여단이 다시 투입되어 루웨이샛 진지를 점령했다.

### 텔 엘 에이사(Tel el Eisa) 전투
7월 8일, 오친렉은 새로운 제30 군단 사령관인 윌리엄 램스던(William Ramsden) 중장에게 텔 엘 에이사(Tel el Eisa)와 텔 엘 마카드(Tel el Makh Khad)의 낮은 산등성이를 점령한 다음 기동 부대를 남쪽 데이르 엘 셰인을 공격함과 동시에 서쪽 El Daba의 비행장을 습격하도록 했다. 한편, 제13군단은 추축군이 해안 지역 방어를 강화하기 위해 북쪽으로 이동하는 것을 막았다. 램스던은 오스트레일리아 제9사단에 텔 아이사 목표를 지휘하는 제44왕립전차연대를, 8대의 전차가 추가로 지원된 남아공 제1사단에 텔 마흐 카드를 맡겼다. 돌격대는 제1기갑사단이 제공하기로 되어 있었다.
7월 10일 03:30에 시작된 폭격에 이어 호주 제26여단은 해안을 따라 있는 텔 엘 에이사(Tel el Eisa) 기차역 북쪽 능선에 대한 공격을 시작했다(통칭 Trig 33). 이 포격은 북아프리카에서 볼 수 있었던 것 중 가장 강력한 포격이었으며, 이 포격은 해당 구역에서 대략적인 방어선을 막 점령한 이탈리아 제60보병사단 "사브라타(Sabratha)" 의 미숙한 병사들에게 공포를 불러일으켰다. 호주군은 이 공격으로 1,500명 이상의 포로를 잡았고, 사브라타 사단은 패주했으며 독일 621 신호중대를 섬멸했다. 한편, 남아공 군대는 늦은 아침에 텔 엘 마크를 점령해 방호 태세를 완성했다.
독일 제164경보병사단과 이탈리아 제101차량화사단 "트리에스테(Trieste)"의 일부가 도착하여 추축국 방어선의 빈틈을 메웠다. 그날 오후와 저녁, 독일 제15기갑사단 과 이탈리아 트리에스테 사단의 전차가 호주군 진지에 대한 반격을 개시했지만 연합군 포병과 호주군 대전차포의 압도적인 화력에 실패했다.
7월 11일 동이 트자 호주 제44왕립전차연대의 지원을 받는 호주 제2/24대대 가 텔 엘 에이사 언덕의 서쪽 끝(통칭 Point 24)을 공격했다.
이른 오후 점령된 이곳은 하루 종일 일련의 추축군의 반격에도 연합군에 의해 사수되었다. 소규모 기갑 행렬, 차량화 보병과 포가 데이르 엘 아브야드(Deir el Abyad) 공격을 위해 배치되어 이탈리아 보병 대대의 항복을 받아냈다. 이 상황은 미테리야 능선에서 확인할 수 있었고 그날 저녁 엘 알라메인 방어 구역으로 철수해야 했다. 이날 하루 동안 1,000명 이상의 이탈리아군 포로가 잡혔다.
7월 12일, 제21기갑사단은 Trig 33과 Point 24에 대한 반격을 개시했는데, 2시간 30분의 전투 끝에 격퇴당했고, 600명 이상의 전사자와 부상자를 호주 진지 앞에 남기고 철수했다. 다음날, 제21기갑사단은 엘 알라메인 방어 구역에서 Point 33과 남아공군 진지에 대한 공격을 시작했다. 엘 알라메인 방어 구역에서 왕립 경보병여단은 독일군의 전면 공격에 직면했다. 영국군은 쓸 만한 대전차포가 없었고 독일 포병은 남아공군의 통신선을 절단하여 포병 지원을 방해했다. 그러나 공격은 강력한 포격으로 중단되었다.
남아공 군대가 독일군의 공격을 격퇴했지만 16:10경 독일 전차와 급강하 폭격기가 남아공군 진지 300m 앞까지 진격해 인근 호주 및 영국군의 지원을 받아야 했다. 마침내 동이 틀 무렵 영국군 제79대전차연대가 남아공군을 지원하기 위해 배치되었고 독일군의 공격은 점차 약화되었다. 7월 13일 남아공군은 총 9명이 사망하고 42명이 부상당했다. 만약 엘 알라메인 방어 구역이 롬멜의 군대에 의해 점령 되었다면 8군의 엘 알라메인 방어선이 붕괴되었을 것이고 호주군은 8군과 차단되어 나일 삼각주로 전면 후퇴해야 하는 참혹한 결과를 낳았을 것이다. 롬멜은 여전히 북쪽 돌출부에서 영국군을 몰아내려 했다. 호주군은 Point 24에서 후퇴했지만 제21기갑사단은 막대한 사상자를 냈다. 7월 15일에 또 다른 공격이 가해졌지만 끈질긴 저항을 이겨낼 수는 없었다. 7월 16일, 영국 전차의 지원을 받는 호주군은 Point 24를 점령하기 위해 공격을 시작했지만 독일군의 반격으로 후퇴했고 병력의 거의 50%의 사상자를 낳았다.
7일간의 치열한 전투 끝에 텔 엘 에이사 돌출부를 둘러싼 북쪽의 전투는 끝이 났다. 호주 제9사단은 이 전투에서 최소 2,000명의 추축군이 사망하고 3,700명 이상의 포로가 잡힌 것으로 추산했다. 아마도 이 전투의 가장 중요한 특징은 호주군이 영국 무선 통신을 감청해 귀중한 정보를 롬멜에게 제공한 621신호중대를 사로잡았다는 것이다.

### 1차 루웨이샛(Ruweisat) 능선 전투
추축군이 파고들자 오친렉은 텔 엘 에이사(Tel el Eisa) 전투동안 수많은 독일군을 해안으로 끌어들였고 코드명 베이컨 작전이라는 계획을 수립하여 루웨이샛 능선의 전면 중앙에서 이탈리아 제17 보병사단 "파비아(Pavia)"와 브레시아(Brescia) 사단을 공격 했다. 정보부대는 오친렉에게 추축국의 편제와 부대 배치에 대한 명확한 세부 정보를 제공했다. 그는 이탈리아군의 사기가 낮고 독일군은 그들 없이는 확장된 전선을 유지할 수 없음을 파악했고 이에 이탈리아군을 공격하는 것을 우선 목표로 삼았다.
작전 목표는 야간에 뉴질랜드 제4여단과 그 우측의 뉴질랜드 제5여단이 북서쪽을 공격해 능선의 서쪽 부분을 점령하고 오른쪽 인도 제5보병여단이 능선의 동쪽 부분을 점령하는 것이었다. 그 다음 제2기갑여단은 적 보병부대의 중앙을 돌파하여 데이르 엘 셰인과 미테리야 능선(Miteirya Ridge)을 향해 공격할 예정이었다. 왼쪽에는 제22기갑여단이 산등성이에 집결하여 보병을 보호하며 전진할 준비가 되어 있었다.
공격은 7월 14일 23:00에 시작되었다. 7월 15일 동이 트기 직전에 두 뉴질랜드 여단이 목표를 달성했지만 전방 부대의 진격 뒤에 남겨진 지뢰지대과 소규모 저항 진지가 이들 사이에 혼란을 일으켜 예비대, 포병 및 지원장비의 전진을 방해했다. 그 결과 뉴질랜드 여단은 몇 대의 대전차포를 제외하고는 지원장비 없이 능선의 진지를 점령하게 되었다. 더 심각한 점은 2개의 영국 기갑여단이 보병 지원을 위해 전진하지 못했다는 것이다. 첫날, 독일군 제15기갑사단의 8기갑연대 소속의 분견대가 뉴질랜드 제4여단 제22대대를 상대로 반격을 개시했다. 날카로운 교전으로 대전차포가 파괴되었고 보병은 항복하는 것 외에 다른 대안이 없는 탁 트인 곳에 노출되었다.
뉴질랜드 제2사단이 루웨이샛 능선 의 서쪽 경사면을 공격하는 동안 인도 제5여단은 동쪽의 루웨이샛 능선에서 작은 성과를 올렸다. 마침내 07:00에 북서쪽으로 이동하기 시작한 제2기갑여단에 소식이 전해졌다. 2개 연대가 지뢰지대에서 고전했지만 세 번째 연대는 공격을 재개하면서 인도 제5보병사단 5여단에 합류할 수 있었다. 기갑부대와 포병의 도움으로 인도군은 이른 오후까지 목표를 달성할 수 있었다. 제22기갑여단은 독일군 제90경보병사단과 아리에테 사단과 알람 나일(Alam Nayil)에서 교전하고 있었다. 제7기갑사단의 기동보병대와 포병대의 도움을 받아 추축국 정찰 부대를 쉽게 격퇴했지만, 뉴질랜드군의 측면을 보호하기 위해 북쪽으로 진격하는 것은 저지되었다.
롬멜은 브레시아 사단과 파비아 사단이 공격받는 것을 보고 독일군을 루웨이샛으로 돌격하도록 했다. 15:00까지 북쪽의 제3정찰연대와 제21기갑사단의 일부, 남쪽의 제15기갑사단의 예하 부대로 구성된 제33정찰연대는 발터 네링 중장 아래 자리를 잡았다. 네링 중장은 17시경에 반격을 시작했다. 제4뉴질랜드 여단은 여전히 지원 무기와 탄약이 부족했기에 다시 한 번 대전차 방어선이 무너지고 뉴질랜드군 380여 명이 포로로 잡혔으며 약 18시경에 여단 본부가 장악당했다. 18시 15분경 제2기갑여단이 독일군 기갑부대와 교전하여 추축군의 동쪽 진격을 저지했고, 이에 네링 중장은 해질녘쯤 공세를 중단했다.
7월 16일 초, 네링 중장은 공격을 재개했다. 인도 제5보병여단이 그들을 밀어냈지만 통신을 감청한 결과 추가 공세가 이루어질 것이 분명하다는 사실을 안 이들은 대전차포를 급히 배치했고 야포 포격을 준비했으며, 제2기갑여단을 보강하기 위해 제22기갑여단의 1개 연대가 파견되었다. 그 결과 오후 늦게 재개된 공격은 격퇴되었다.
3일 간의 전투에서 연합군은 2,000명 이상을 포로로 잡았고, 이들은 주로 이탈리아 브레시아, 파비아 사단 소속이었다. 뉴질랜드 사단은 1,405명의 사상자를 냈다. 텔 엘 에이사와 루웨이샛 능선에서의 전투로 이탈리아 3개 사단이 파괴되었고, 롬멜이 독일군 기갑부대를 재배치해야 했으며 남아있는 이탈리아 사단 전방에 지뢰지대을 설치하고 독일군의 분견대로 그들을 보강해야 했다.

### 미테리야(Miteirya) 능선 전투
루웨이샛 능선에 대한 압력을 완화하기 위해 오친렉은 호주 제9사단에게 북쪽에서 공격할 것을 명령했다. 7월 17일 이른 시간, 호주 제24여단은 제44 왕립전차연대의 지원과 강력한 공중 엄호를 받으며 미테리야 능선(호주군에게는 "폐허 능선"으로 알려짐)을 공격했다. 초기 야간 공격은 순조롭게 진행되어 이탈리아 트렌토(Trento) 사단과 트리에스테 차량화 사단 736명을 포로로 잡았다. 그러나 추축군의 위기는 급히 집결한 독일군과 이탈리아군의 격렬한 반격으로 회복되었고, 이로 인해 호주군은 300명의 사상자와 함께 공격 개시선으로 철수해야 했다.

### 2차 루웨이샛(루웨이샛) 능선 전투
제8군은 이제 추축군에 비해 많은 수적 우세를 갖게 되었다. 제1기갑사단은 61대의 그랜트 전차를 포함하여 173대 이상의 전차를 예비로 보유 또는 수송 중이었으며 롬멜은 38대의 독일 전차와 51대의 이탈리아 전차를 보유하고 있었지만 약 100대의 전차가 수리를 필요로 하고 있었다.
오친렉의 계획은 인도 제161보병여단이 데이르 엘 셰인을 점령하기 위해 루웨이샛 능선을 따라 공격하는 한편 뉴질랜드 제6여단은 능선 남쪽에서 엘 므레르 저지대까지 공격하는 것이었다. 낮에는 두 영국 기갑여단(제2기갑여단과 새로운 제23기갑여단)이 보병이 뚫어낸 틈으로 돌파하는 것이었다.
보병의 야간 공격은 7월 21일 16:30에 시작되었다. 뉴질랜드군의 엘 므레르 저지대 공격은 성공적이었지만 많은 차량이 도착하지 못했고 위치는 노출되었으며 역시 지원 무기가 부족했다. 7월 22일 새벽, 영국 기갑여단은 다시 진격에 실패하자 네링 중장의 제5기갑연대와 제8기갑연대는 신속한 반격으로 뉴질랜드군을 압도했고 뉴질랜드군은 900명 이상의 사상자를 냈다. 제2기갑여단은 지원을 위해 2개 연대를 파견했지만 지뢰와 대전차 사격에 저지당했다.
인도 제161여단의 공격은 엇갈린 운명이었다. 좌쪽에서 루웨이샛의 서쪽 끝부분을 확보하려는 초기 시도는 실패했지만 08:00에 예비 대대의 재공격이 성공했다. 반면 우측에서는 데이르 엘 셰인 진지에 진입했지만 백병전 끝에 결국 밀려났다.
제1기갑사단을 지휘하던 게이트하우스(Gatehouse) 소장은 지뢰지대의 기동로가 충분히 확보되었다는 확신이 없었고 진격을 재고할 것을 건의했다. 그러나 제13군단 사령관 윌리엄 고트 중장은 본래 기동로에서 남쪽으로 1.6km 떨어진 중앙부에 지뢰가 없다는 잘못된 믿음 때문에 이를 거부하고 공격을 강행했다. 이에 제24기갑여단은 지뢰지대 위에서 대규모 포화에 휩싸였다. 결국 이들은 11시경에 독일군 제21기갑사단의 반격을 받고 격퇴되었다. 제23기갑여단은 전차 40대가 파괴되고 47대가 심하게 손상되는 피해를 입었다.
17시에 고트 장군은 루웨이샛 능선의 서쪽 절반과 데이르 엘 셰인을 점령하기 위해 인도 제5보병사단에 야간 공격을 실행하도록 명령했다. 7월 23일 02시에 인도 제9보병여단의 1개 연대가 공격했으나 방향을 잃어 실패했다. 낮에 시도된 추가 공세는 진출에 성공했지만 삼면에서의 격렬한 포화으로 지휘관이 사망하고 그의 고위 장교 4명이 부상을 입거나 실종되어 부대 통제가 불가능해짐에 따라 실패했다.

### 텔 엘 에이사(Tel el Eisa) 공격 재개
북쪽으로는 호주 제9사단이 공격을 계속했다. 7월 22일 06시에 호주 제26여단은 텔 엘 에이사를 공격했고 호주 제24여단은 미테리야 능선을 확보하기 위해 텔 엘 마크 카드(Tel el Makh Khad)를 공격했다. 호주군은 많은 비용을 치르고 오후쯤 텔 엘 에이사를 장악했다. 그날 저녁 호주 제24여단은 제50왕립전차연대를 지원하며 텔 엘 마크 카드를 공격했다. 그러나 전차 부대는 보병 근접지원 훈련을 받지 않아 호주 군과 제대로 협력하지 못했다. 그 결과 보병과 기갑이 독립적으로 전진했고 제50왕립전차연대는 목표에 도달했으나 보병 지원이 부족해 23대의 전차를 잃어야만 했다.
다시 한 번, 제8군은 병력과 장비면에서 압도적인 우세에도 불구하고 롬멜의 군대를 격파하지 못했다. 반면 롬멜은 성공적인 방어에도 불구하고 보병이 큰 손실을 입었기에 "상황이 극단적으로 심각하다"고 보고했다.

#### 맨후드(Manhood) 작전
7월 26~27일, 오친렉은 추축군을 무너뜨리기 위한 마지막 시도로 북부 구역에서 맨후드 작전을 개시했다. 제30군단은 제1기갑사단, 제4경기갑여단, 제69보병여단으로 보강되었다. 최초 계획은 미테리야 능선 남쪽의 적진을 무너뜨리고 북서쪽을 공략하는 것이었다. 남아공군이 7월 26일에서 27일로 넘어가는 자정까지 미테리야의 남동쪽에 있는 지뢰지대에 기동로를 개척하면 7월 27일 01시까지 호주 제24보병여단이 미테리야 능선의 동쪽 끝을 점령하고 북서쪽으로 진격할 예정이었다. 제69보병여단은 남아공군이 만든 지뢰지대 기동로를 통과해 데이르 엘 디브(Deir el Dhib)까지 진출한 후 또다시 지뢰지대의 기동로를 개척할 예정이었다. 그런 다음 제4경기갑여단을 후속부대로 하는 제2기갑여단은 엘 위슈카(El Wishka)로 진출해 적 통신선을 공격할 계획이었다.
이것은 북부 구역에 대한 세 번째 돌파 시도였으며 방어군은 이미 공격을 예상하고 있었다. 더욱이 이전 공격과 마찬가지로 너무 서두른 탓에 계획이 부실했다. 호주 제24여단은 7월 27일 02시에 미테리야 능선을 장악했다. 남쪽으로는 영국 제69여단이 01:30에 출발하여 08시경 목표를 달성했다. 그러나 대전차 지원부대는 어둠 속에서 길을 잃거나 지뢰지대에 대한 혼란스럽고 상충되는 보고 때문에 여기에 의해 발목이 잡혀 고립되고, 날이 밝았을 때 적에게 고스란히 노출되었다. 그 결과 제2기갑여단의 진격이 지연되었으며 이에 롬멜은 즉각적인 반격을 시작했고 독일 기갑부대는 제69여단의 2개 전방 대대를 격파했다. 한편 호주군을 지원하는 제50왕립전차연대는 호주군이 조성한 지뢰지대의 기동로를 찾는 데 어려움을 겪는 과정에서 대규모 포화에 휘말려 13대의 전차를 잃었다. 산등성이에서는 지원을 받지 못한 호주군 1개 대대가 섬멸되었다. 제69여단은 600명의 사상자를 냈고 호주군은 400명의 사상자를 냈다.
제8군은 지쳤고, 7월 31일 오친렉은 독일군의 대대적인 반격을 막아내기 위해 공세를 중단하고 방어를 강화하라고 명령했다.
롬멜은 나중에 보급이 부족해 계속 진군하여 나일강에 도달하지 못한 것을 불평했다.
그런 다음 많은 이탈리아군이 무너졌다. 특히 그들의 총사령관인 나에게 지워진 전우애의 의무는 이탈리아군이 7월 초 알 알라메인에서 겪은 패배가 이탈리아군의 잘못이 아니라는 것을 분명히 말하도록 한다. 이탈리아군은 열정적이고 이타적인 좋은 전우였으며, 그들이 복무하는 조건을 고려할 때 항상 평균보다 더 잘 임무를 수행했었다. 모든 이탈리아 부대, 특히 차량화 부대의 성취가 이탈리아 육군이 지난 100년 동안 이룬 어떤 것보다 훨씬 뛰어났다는 데는 의심의 여지가 없다. 많은 이탈리아 장군과 장교들이 남자로서나 군인으로서나 우리의 존경을 받았다. 이탈리아의 패배는 이탈리아 국가 전체와 체제에 그 뿌리를 두고 있다. 그들의 열악한 무장, 그리고 많은 이탈리아인 장교와 정치가의 전쟁에 대한 일반적인 관심 부족이 그 원인이었다. 이탈리아의 실패는 내 계획의 실현을 막아섰다.

— 롬멜 
롬멜은 이탈리아 수송대가 절실히 필요한 전차와 보급품을 전달하지 못한 것에 대해 몹시 불평했으며 항상 이탈리아 최고 사령부를 비난했다. 하지만 그는 영국이 그들의 암호를 해독해 수송로를 모두 알고 있었다는 사실을 의심하지는 않았다.

## 여파
전투는 고착화되었지만 영국군은 결국 알렉산드리아와 카이로, 궁극적으로 수에즈 운하에 대한 추축국의 진격을 중단시켰다. 영국군 제8군은 7월에 뉴질랜드 제2사단 4,000명, 인도 제5보병사단 3,000명, 호주 제9사단 2,552명의 사상자를 포함해 13,000명 이상의 사상자를 냈지만 7,000명의 포로를 잡고 추축국 군대에 큰 피해를 입혔다. 7월 27일, 오친렉은 그가 쓴 글에서 제8군이 빨라도 9월 중순까지는 공세를 위한 재정비가 되지 않을 것이라고 언급했다. 오친렉은 시간이 지날수록 연합군이 유리해짐을 롬멜 역시 알고 있으며 기갑 전력에서 우위를 점할 수 있는 기한인 8월 말 이전에 가능한 한 빨리 공세를 취하려 할 것이라고 믿었다. 이에 오친렉은 공세보다는 방어 계획을 세우기로 결정했다.
8월 초, 윈스턴 처칠과 제국 참모총장 앨런 브룩 경은 모스크바 에서 이오시프 스탈린을 만나기 위해 카이로를 방문했다. 그들은그곳에서 오친렉을 교체하기로 결정하고 제13군단 사령관 윌리엄 고트를 8군 사령부에 임명하고 해럴드 알렉산더 장군을 중동 사령관에 임명했다. 그러나 고트 장군은 명령을 받아 가던 중 항공기가 격추되어 사망했고, 버나드 로 몽고메리 중장이 그 자리에 임명되어 8월 13일 지휘권을 잡았다.

## 같이 보기
- 제2차 세계대전
- 제2차 엘 알라메인 전투
- 에르빈 롬멜
- 북아프리카 전역

## 참고 문헌
- Alanbrooke, Field Marshal Lord (2002) [1957]. Danchev, Alex; Todman, Daniel (eds.). War Diaries 1939–1945 (rev. ed.). London: Phoenix Press. ISBN 1-84212-526-5.
- Barr, Niall (2005) [2004]. Pendulum of War: The Three Battles of 엘 알라메인. London: Pimlico. ISBN 0-7126-6827-6.
- Bates, Peter (1992). Dance of War: The Story of the Battle of Egypt. London: Leo Cooper. ISBN 0-85052-453-9.
- Bharucha, P. C.; Prasad, Bisheshwar (1956). The North African Campaign, 1940–43. Official History of the Indian Armed Forces in the Second World War, 1939–45. Delhi: Combined Inter-Services Historical Section, India & Pakistan. OCLC 563270.
- Caccia Dominioni de Sillavengo, Paolo (1966). Alamein 1933–1962: An Italian Story. Allen & Unwin. OCLC 2188258.
- Clifford, Alexander (1943). Three Against 롬멜: The Campaigns of Wavell, 오친렉 and Alexander. London: George G. Harrap. OCLC 10426023.
- Gannon, James (2002) [2001]. Stealing Secrets, Telling Lies: How Spies and Codebreakers Helped Shape the Twentieth Century. Washington DC: Brassey. ISBN 1-57488-473-5.
- Hinsley, F. H.; Thomas, E. E.; Ransom, C. F. G.; Knight, R. C. (1981). British Intelligence in the Second World War. Its Influence on Strategy and Operations. Vol. II. London: HMSO. ISBN 0-11-630934-2.
- Johnston, Mark (2000). Fighting the Enemy: Australian Soldiers and their Adversaries in World War II. London: Cambridge University Press. ISBN 0-521-78222-8.
- Johnston, Mark; Stanley, Peter (2002). Alamein: The Australian Story. South Melbourne, Victoria: Oxford University Press. ISBN 0-19-551630-3.
- Johnston, Mark (2003). That Magnificent 9th: An Illustrated History of the 9th Australian Division. Crows Nest, N.S.W.: Allen & Unwin. ISBN 1-86508-654-1.
- Lanza, Colonel Conrad H. "Perimeters in Paragraphs: The Axis Invades Egypt" (PDF). The Field Artillery Journal. Fort Sill, OK: Field Artillery Association (September 1942). ISSN 0191-975X. Archived from the original (PDF) on 27 February 2008. Retrieved 30 December 2007.
- Latimer, Jon (2002). Alamein. London: John Murray. ISBN 0-7195-6203-1.
- Lewin, Ronald (1977). The Life and Death of the Afrika Korps: A Biography. Batsford. ISBN 0-7134-0685-2.
- Mackenzie, Compton (1951). Eastern Epic: September 1939 – March 1943, Defense. Vol. I. London: Chatto & Windus. OCLC 1412578.
- Mitcham, Samuel W. (2007) [1982]. 롬멜's Desert War: The Life and Death of the Afrika Korps. Mechanicsburg, PA: Stackpole Books. ISBN 978-0-8117-3413-4.
- Maughan, Barton (1966). Tobruk and 엘 알라메인. Official History of Australia in the Second World War. Vol. III. Canberra: Australian War Memorial. OCLC 954993.
- Playfair, Major-General I. S. O.; with Flynn RN, Captain F. C.; Molony, Brigadier C. J. C. & Gleave, Group Captain T. P. (2004) [1st. pub. HMSO 1960]. Butler, J. R. M. (ed.). The Mediterranean and Middle East: British Fortunes reach their Lowest Ebb (September 1941 to September 1942). History of the Second World War United Kingdom Military Series. Vol. III. Naval & Military Press. ISBN 1-84574-067-X.
- 롬멜, Erwin; Pimlott, John (1994). 롬멜: In His Own Words. London: Greenhill Books. ISBN 978-1-85367-185-2.
- Scoullar, J. L. (1955). Kippenberger, Howard (ed.). The Battle for Egypt: The Summer of 1942. The Official History of New Zealand in the Second World War, 1939–1945 (online ed.). Wellington: Historical Publications Branch. OCLC 2999615. Retrieved 2 November 2007.
- Stewart, Adrian (2002). The Early Battles of Eighth Army: 'Crusader' to the Alamein Line 1941–1942. Barnsley, South Yorkshire: Leo Cooper. ISBN 0-85052-851-8.
- Watson, Bruce Allen (2007) [1999]. Exit 롬멜. Mechanicsburg PA: Stackpole Books. ISBN 978-0-8117-3381-6.